# Benno Schmitz
Benno Schmitz (Monaco di Baviera, 17 novembre 1994) è un calciatore tedesco, difensore del Bayern Monaco II.

## Caratteristiche tecniche
È un terzino destro.

## Palmarès

### Club

#### Competizioni nazionali
- Fußball-Regionalliga: 1

Bayern Monaco II: 2013-2014 (girone Baviera)
- Campionato austriaco: 2

Salisburgo: 2014-2015, 2015-2016
- Coppa d'Austria: 2

Salisburgo: 2014-2015, 2015-2016
- Campionato tedesco di seconda divisione: 1

Colonia: 2018-2019